# Rust (игра)
Rust — компьютерная игра в жанре симулятора выживания, разработанная независимой британской компанией Facepunch Studios, возглавляемой c 2014 года Гарри Ньюмэном. Игра была выпущена в раннем доступе в декабре 2013 года, 8 февраля 2018 года состоялся её полноценный релиз для Windows и macOS. Версии для PlayStation 4 и Xbox One, разрабатываемые совместно со студией Double Eleven, были выпущены 21 мая 2021 года. Rust изначально создавался как клон DayZ с элементами крафтинга, схожими с таковыми в Minecraft.

## Игровой процесс
Rust — это многопользовательская компьютерная игра, в которой игроки сражаются друг с другом в суровом открытом мире. В игре присутствуют такие опасности, как радиоактивное излучение и дикие животные, однако главная угроза исходит от других игроков.
Большинство игровых карт сгенерировано процедурно, за исключением некоторых встроенных карт. Каждая карта расположена на одном или нескольких островах с различными биомами и погодными условиями. На картах встречаются горы, холмы, пещеры, равнины, леса и т. д. Кроме того, на картах встречаются «монументы» — группы зданий или сооружений, часто населённые враждебными неигровыми персонажами и имеющие ящики с определёнными видами ресурсов. Контроль над высокоуровневыми монументами — это один из важных факторов, определяющих PvP в игре.
В начале игры у всех игроков есть факел и камень. Камень можно использовать как оружие и универсальный (хотя и неэффективный) инструмент для добычи полезных ресурсов. На острове присутствуют жилы, содержащие природные ресурсы, такие как сера, железо, камни и деревья, с которых можно получать древесину. Из основных ресурсов можно создать простые инструменты и оружие. Для создания более сложных предметов требуется использование более редких компонентов, многоуровневых рабочих станций, а также изучение их схем или «чертежей».
В игре есть такие составляющие жанра выживания, как голод, жажда и поддержание температуры тела. В процессе игры предстоит преодолеть и некоторые другие трудности, например, переохлаждение или нападение диких животных, в первую очередь медведей и волков. Некоторые места на карте радиоактивны и требуют соответствующей защиты.
Значительную часть игрового процесса Rust составляют «рейды» и мародёрство. Игроки могут создавать взрывчатые устройства и другое оружие, чтобы проникать на чужие базы и разграбить их.
Бои против игроков (PvP) происходят при помощи холодного оружия, луков и огнестрельного оружия. Патроны и стрелы летят по баллистической траектории с относительно низкой скоростью. Для каждого оружия существует несколько различных типов пуль, включая высокоскоростные и взрывные, что позволяет использовать более разнообразные стратегии. Кроме того на оружие можно устанавливать модификации: глушители, фонарики и прицелы.
В Rust игрок может управлять различными транспортными средствами. На лодках можно преодолевать большие расстояния по воде и добираться до ценных припасов. Некоторые виды летательных аппаратов, например воздушные шары, также могут использоваться для ускоренного исследования карты. Они появляются на карте случайным образом и могут быть использованы только после заправки топливом. Эти транспортные средства, могут быть уничтожены ракетами класса «земля-воздух», которые игроки могут размещать за пределами баз.

## Разработка
Изначально Rust разрабатывался в качестве клона DayZ, популярной модификации для Arma 2. Команда разработчиков также черпала вдохновение из таких игр как Minecraft и S.T.A.L.K.E.R.. Гарри Ньюман, генеральный директор Facepunch Studios, рассказывал: «Rust создавалась как клон DayZ. Однако потом мы решили, что устали от сражений с зомби и к тому же мы не можем конкурировать с Arma в плане достопримечательностей и городов». Впоследствии Ньюман описал игру как нечто схожее с играми серии S.T.A.L.K.E.R. 11 декабря 2013 года Facepunch выпустила игру в ранний доступ в сервисе Steam. После выхода альфа-версии Facepunch активно выпускала обновления для игры, которые добавляли животных, охоту, броню и оружие. В феврале 2014 года разработчики удалили из Rust зомби, заменив их красными медведями-мутантами и волками. В начале разработки авторы предпочли не наполнять игровой мир разнообразными интересными локациями для исследования, а предоставить игрокам возможность создавать их. Ньюман описывал это так: «Мы даём им инструменты, а они творят мир». Одной из целей разработчиков было создание мира, который не приветствовал бы какого-то определённого поведения игроков. В частности, они рассматривали возможность внедрения механизма, аналогичного DayZ, в котором те, кто убивает других игроков, получают уникальную экипировку, позволяющую идентифицировать их как «бандитов», или, возможно, введения рейтинговой или цветовой системы. Однако в итоге разработчики отказались от этих идей, посчитав, что таким образом они ущемляют игровую свободу. Вместо этого, к их удивлению, они обнаружили, что использование голосового чата оказало ощутимое влияние на поведение игроков. Получив возможность общаться, многие игроки перестали из страха убивать друг друга на месте.
В конце 2014 года разработчики выпустили экспериментальную версию Rust и перенесли её на тогда ещё не вышедший игровой движок Unity 5, усовершенствовав графику, что, соответственно, способствовало улучшению шейдерной механики и реалистичности текстур, а также позволило создавать более крупные процедурно-генерируемые миры. Также в экспериментальном режиме появилась новая античит-система CheatPunch, которая за несколько дней заблокировала тысячи игроков. В октябре 2014 года экспериментальная версия при старте игры стала запускаться по умолчанию. Вскоре после этого, в декабре, на смену CheatPunch пришла сторонняя античитерская система EasyAntiCheat. А в начале 2015 года в Rust добавили функцию, которая определяла цвет кожи каждого игрока на основе его идентификатора в Steam.
В оригинальной версии игры на экране отображались такие показатели, как здоровье, голод и уровень радиации. Позже они были изменены и добавлены скрытые статистические данные, такие как переохлаждение. Затем разработчики исключили из игры радиационную опасность, так как она вызывала раздражение. Вскоре после этого в игру были добавлены женские модели, которые первоначально были доступны только администраторам серверов для тестирования. После выхода игры, по аналогии с цветом кожи, игрокам автоматически присваивался биологический пол, постоянно привязанный к их учётной записи Steam. В 2015 году в игру были добавлены магазины виртуальных товаров, где можно было приобрести оружие, одежду и другие предметы. Когда Valve представила торговую площадку, Rust стала первой игрой в Steam, в которой была реализована эта функция. На торговой площадке Steam также было разрешено продавать подобные предметы.
В июле 2016 года разработчики отказались от чертежей, одной из основных концепций игрового процесса Rust. Они заменили их системой опыта, в которой игроки могли повышать уровень после выполнения заданий, таких как сбор древесины. В сентябре Маурино Берри, ведущий разработчик, упомянул в сообщении на Reddit, что система получения опыта не является постоянной. Он пояснил, что система повышения уровня навыков была положительно встречена до её выхода, но затем получила большое количество критики. В начале ноября 2016 года систему опыта заменили на систему компонентов. Первоначально у игроков был первоначальный список предметов, которые они могли создавать. В итоге в игру были вновь введены чертежи. Радиация, убранная в 2015 году, была вновь введена в ноябре 2016 года после «перепрограммирования с нуля». Вместо того чтобы в каждой локации был одинаковый уровень радиации, разработчики добавили различные уровни — от низкого до среднего и высокого.
В начале 2017 года Гарри Ньюман заявил, что если бы не существовал ранний доступ в Steam, то к этому времени уже состоялся бы полноценный релиз игры. При этом команда разработчиков продолжала бы выпускать обновления. В июне 2017 года разработчики внесли значительные изменения в механику оружия, приблизив её к «традиционным шутерам от первого лица». Это было достигнуто за счёт уменьшения отдачи, снижения стоимости материалов и повышения общей точности.Также в этом обновлении началась переработка острова Хапис — единственной карты в игре, которая не генерируется процедурно. 8 февраля 2018 года состоялся полноценный релиз игры. Вместе с релизом стало доступно обновление, включающее графические улучшения и модификации оружия. Ньюман подчеркнул, что несмотря на официальный релиз, регулярные обновления будут продолжены. Он отметил, что цикл обновлений изменится с еженедельного на ежемесячный, чтобы не «спешить с функциями и исправлениями, которые в итоге сломают что-то ещё».

## Отзывы критиков
| Сводный рейтинг    | Сводный рейтинг                     |
| Агрегатор          | Оценка                              |
| ------------------ | ----------------------------------- |
| Metacritic         | PC: 69/100 PS4: 66/100 XONE: 64/100 |
| Иноязычные издания |                                     |
| Издание            | Оценка                              |
| Destructoid        | 8/10                                |
| Game Informer      | 6,5/10                              |
| GameSpot           | 3/10                                |
| GameStar           | 69/100                              |
| IGN                | 7/10                                |
| PC Gamer (US)      | 80/100                              |

После релиза Rust получил «смешанные или средние» отзывы на агрегаторе рецензий Metacritic. Критики высоко оценили PvP-бои, сложность и элементы выживания, при этом гриндинг и то, с каким опытом сталкиваются новые игроки, подверглись некоторой критике.

### Продажи и число игроков
За первые две недели после выхода альфа-версии Rust было продано более 150 000 копий. Продажи Rust достигли 1 млн копий после того, как игра находилась в раннем доступе в течение двух месяцев, а в феврале 2014 года она обогнала Garry’s Mod по количеству продаж, выручив более 30 млн долларов США. К концу 2015 года было продано 3 млн копий Rust. К марту 2017 года было продано более 5,2 млн копий игры, при этом было продано более 1,2 млн внутриигровых обликов. Летом 2018 года благодаря уязвимости в защите Steam Web API стало известно, что точное количество пользователей сервиса Steam, которые играли в игру хотя бы один раз, составляет 9 147 240 человек. В декабре 2019 года компания Facepunch объявила, что Rust была продана в количестве 9 млн экземпляров и заработала 142 млн долларов, обогнав Garry’s Mod по валовому объёму продаж, но все ещё отставая по общему объёму продаж.
В январе 2021 года Rust пережила всплеск популярности благодаря стримерам, играющим в игру на Twitch. Игра поднялась на вершину чартов сайта, достигнув 3 января 2021 года пика в более чем 1 млн одновременных зрителей. Возрождение интереса к игре позволило Rust побить рекорд по количеству одновременных игроков более чем в два раза. Кроме того, основатель студии Гарри Ньюман сообщил, что в этот период продажи игры принесли 1 млн долларов. В конце 2021 года Facepunch объявила, что продажи игры достигли почти 12,5 млн. В компании также отметили, что Voice Props Pack стал самым успешным из трёх выпущенных на тот момент DLC.